# کمپ هیل، کوئینزلند
کمپ هیل (به انگلیسی: Camp Hill) یک منطقهٔ مسکونی در استرالیا است که در کوئینزلند واقع شده‌است.